# Nokia N85
Nokia N85 — смартфон семейства Nseries, производства компании Nokia. Nokia N85 сочетает в себе функции камерофона и PMP, а также работу с электронной почтой и просмотра интернет-страниц, Wi-Fi для подключения к беспроводным сетям, встроенный GPS-приёмник, обеспечивающий спутниковую навигацию и добавление геометки к снятым фото и видео без подключения какого-либо оборудования. Nokia N85 — смартфон на основе третьего издания S60 с Feature Pack 2. В смартфоне используется механизм двухстороннего слайдера для доступа к мультимедийным клавишам и цифровой клавиатуре.

## Характеристики

### Размеры
- Форм-фактор: двухсторонний слайдер
- Объём: 76 см³
- Вес: 128 г
- Размеры: 103x50x16,0 мм

### Память
- Пользовательская память 74 MB
- NAND память 78 MB
- Тип карты памяти Micro SDHC

### Передача данных
- HSDPA, максимальная скорость 3,6 Мбит/сек (DL)
- WCDMA 900/1900/2100, максимальная скорость PS 384/384 Кбит/сек (UL/DL)
- EDGE class B, multislot class 32, максимальная скорость 296/177,6 Кбит/сек (DL/UL)
- GPRS class A, multislot class 32, максимальная скорость 107/64,2 Кбит/сек (DL/UL)
- HSCSD, максимальная скорость 43,2 Кбит/сек
- CSD
- WLAN 802.11b, 802.11g
- Безопасность WLAN: WPA2-Enterprise, WPA2-Personal, WPA-Enterprise, WPA-Personal, WEP
- Качество сервиса WLAN: WMM, U-APSD
- Поддержка TCP/IP
- Возможность использовать в качестве модема

### Дисплей
- Размер: 2,6 дюйма
- Разрешение: 320 x 240 пикселей (QVGA)
- До 16,7 миллионов цветов
- Активная OLED-матрица

### Питание
- Литий-ионная батарея BL-5K 1200 мА/час
- Время работы в режиме разговора (максимум):
  - GSM 6,9 ч
  - WCDMA 4,5 ч
  - VoIP 6 ч
- Время работы в режиме ожидания (максимум):
  - GSM 363 ч
  - WCDMA 363 ч
  - WLAN 172 ч
- Время работы в Интернет при пакетной передаче данных (максимум): 5 ч 42 мин
- Воспроизведение видео (максимум): 7 ч
- Запись видео (максимум): 2 ч 54 мин
- Видеовызов (максимум): 2 ч 42 мин
- Воспроизведение музыки (максимум): 30 ч
- Игры (максимум): 7 ч

### Подключения
- MicroUSB
- Bluetooth 2.0 с EDR (Enhanced Data Rate).
- Профили Bluetooth:
  - Dial Up Networking Profile (Gateway)
  - Object Push Profile (Server and Client)
  - File Transfer Profile (Server)
  - Hands Free Profile (Audio Gateway)
  - Headset Profile (Audio Gateway)
  - Basic Imaging Profile (Image Push Responder and Initiator)
  - Remote SIM Access Profile (Server)
  - Device Identification Profile
  - Phone Book Access Profile (Server)
  - Stereo Audio Streaming:
  - Generic Audio/Video Distribution Profile
  - Audio/Video Remote Control Profile (A/V Remote Control Target)
  - Advanced Audio Distribution Profile (Audio Source)(A2DP)
- Сертификат DLNA (Digital Living Network Alliance)
- Поддержка UPnP
- Поддержка протокола MTP (Mobile Transfer Protocol)
- TV-выход (PAL/NTSC) при использовании видеокабеля (Nokia CA-75U)
- Поддержка локальной и удаленной синхронизации SyncML

### Операционная система и пользовательский интерфейс
- S60 3rd edition, feature pack 2
- ОС Symbian версия 9.3
- Активный режим ожидания
- Поддержка голосовых команд
- FOTA (обновление встроенного ПО через сотовую сеть)
- Мультимедийное меню
- Поддержка колесика Navi
- Автоматическое вращение UI

### Камера
- 5-мегапиксельная камера (2592x1944 пикселей)
- Фото
  - Формат изображений: JPEG, Exif
  - Сенсор CMOS, оптика Carl Zeiss, объектив Tessar
  - 20-икратное цифровое увеличение
  - Автофокус
  - Фокусное расстояние: 5,45 мм
  - Дистанция фокусировки: от 10 см до бесконечности
  - Макро: 10—50 см
  - Двойная светодиодная вспышка
- Видео:
  - Запись видео 640 х 480 пикселей (VGA) 30 кадров в секунду
  - 8-кратный цифровой зум
  - Форматы записи видеофайлов: .mp4, .3gp
- Дополнительная камера:
  - Фото и видео с разрешением 352 х 288 (CIF)

### Мультимедиа
- Воспроизводимые форматы музыкальных файлов: .mp3, .wma, .aac, mp4, .m4a
- Потоковое аудио/видео UPnP (Universal Plug and Play)
- Стереодинамики
- Воспроизведение видео в форматах: mp4, .3gp; кодеки: H.263, H.264
- Потоковое видео: .mp4, .flv, .wmv, .3gp, .rm
- FM-радио 87.5-108 МГц
- FM-передатчик 88.1 — 108 МГц
- Стандарты: GSM/GPRS/EDGE 850/900/1800/1900 МГц и WCDMA/HSDPA 900/2100 МГц
- 3,5 мм разъем для стандартных наушников

### Прочие характеристики
Количество CPU — Один процессор. Тип CPU — ARM 11. Частота CPU — 369 MHz.